# Vũ Đức Thuận
Vũ Đức Thuận sinh năm 1971, quê ở Thái Bình, là kỹ sư xây dựng, thạc sĩ Quản trị kinh doanh, nguyên ủy viên HĐQT kiêm Tổng giám đốc PVC.

## Sự nghiệp
Ông bắt đầu làm việc cho một vài công ty thuộc tổng công ty Sông Đà như công ty Sông Đà 3, Sông Đà 8.
- 2003 ông đầu quân cho công ty cổ phần Đầu tư phát triển đô thị và khu công nghiệp Sông Đà (Sudico).
- 2006 được bổ nhiệm làm Tổng giám đốc Sudico.
- 2008 bất ngờ bị bãi nhiệm.
- 2009 ông Thuận được chọn là Tổng giám đốc tổng công ty cổ phần Xây lắp dầu khí VN (PVC).
- Ngày 1/1/2013, ông Thuận được miễn nhiệm chức vụ Tổng giám đốc PVC, thuyên chuyển giữ chức Phó trưởng ban Xây dựng của Tập đoàn Dầu khí Việt Nam.
- Tháng 10/2013, ông Vũ Đức Thuận được bổ nhiệm làm Phó giám đốc Sở GTVT tỉnh Thái Bình.
- Ngày 1/3/2015, ông Thuận chuyển về làm Chánh văn phòng Bộ GTVT.[1]
- Trong năm 2016, ông được chuyển về làm việc tại Thành phố HCM. ông Trần Văn Lâm, vụ trưởng Vụ Tổ chức cán bộ Bộ GTVT cho biết, ông Vũ Đức Thuận rời bộ theo văn bản yêu cầu của Thành ủy TP.HCM.[2] Theo đài BBC, các báo Việt Nam ngày hôm sau đồng loạt gỡ bản tin này xuống.[3]

## Vụ án PVC
Với tội danh Cố ý làm trái quy định của nhà nước về quản lý kinh tế gây hậu quả nghiêm trọng xảy ra tại PVC và các đơn vị thành viên, ngày 15/9 ngoài ông Vũ Đức Thuận còn có 3 bị can khác cũng bị khởi tố và bắt tạm giam là Nguyễn Mạnh Tiến (SN 1966), Phó tổng giám đốc; Trương Quốc Dũng (SN 1982), nguyên Phó tổng giám đốc; Phạm Tiến Đạt, nguyên kế toán trưởng PVC.
Cuối năm 2016, ông Lê Chung Dũng, Phó tổng giám đốc PV Power được cho là bỏ ra nước ngoài vì được cho là có liên quan đến những vấn đề triển khai dự án Nhà máy Nhiệt điện Thái Bình 2, khi ông này còn làm ở Tổng công ty Cổ phần Xây lắp dầu khí (PVC), thời ông Trịnh Xuân Thanh làm Chủ tịch và ông Vũ Đức Thuận làm Tổng giám đốc. Về việc này, PV Power cho biết, ông Lê Chung Dũng là nguyên Phó tổng giám đốc PVC và được điều động và bổ nhiệm chức vụ Phó tổng giám đốc PV Power từ tháng 1/2011.